# Phare de Punta Atalaya
Le phare de Punta Atalaya est un phare situé dans la localité de San Cibrao (plus connu sous le nom espagnol de San Ciprían), de la commune de Cervo, dans la province de Lugo (Galice en Espagne).
Il est géré par l'autorité portuaire de Ferrol .

## Histoire
- Premier phare :

La construction du premier phare a été approuvée le 23 juillet 1861 et il a été mis en service le 30 mai 1864 dans le « Plan général pour l'éclairage des côtes maritimes et des ports en Espagne ».
C'est une tour en pierre en cône tronqué qui se trouve en façade nord d'une petite maison au toit à quatre pans. Son plan focal, à 37 m au-dessus du niveau de la mer, émettait une lumière visible jusqu'à 9 milles nautiques qui marquait l'entrée du port minier. En 1927, la vieille tour a reçu une autre lanterne et deux ans plus tard, l'installation d'un gazogène a permis d'atteindre la portée 12 milles. En 1953, le phare a été électrifié. Il est inactif depuis 1979.
- Second phare :

C'est une tour ronde en pierre de 9 m de haut, avec lanterne sur galerie, attachée au front d'une maison de gardien en maçonnerie d'un étage. L'édifice, construit en 1979, est peint en blanc avec des pierres apparentes et la lanterne est grise argentée. Ce second phare a été construit à côté de l'ancien phare sur un promontoire qui fournit un abri naturel pour le port de San Cibrao. Il émet un groupe de 5 éclats blancs visibles jusqu'à 20 milles nautiques. Depuis 2008, le phare est surveillé à distance.
Identifiant : ARLHS : SPA192 ; ES-02870 - Amirauté : D1676 - NGA : 2376 .
|                 |
| Les deux phares |

### Lien connexe
- Liste des phares d'Espagne